# Lindera tienchuanensis
Lindera tienchuanensis är en lagerväxtart som beskrevs av Fang & Kung. Lindera tienchuanensis ingår i släktet Lindera och familjen lagerväxter. Inga underarter finns listade i Catalogue of Life.